# Doris Russi Schurter
Doris Russi Schurter, née le 18 février 1956 à Andermatt, est une avocate suisse licenciée en droit exerçant divers mandats au sein de conseils d’administration de grandes entreprises suisses. 

## Formation
Doris Russi Schurter obtient sa licence en droit en 1980, à l’Université de Fribourg, ainsi que le brevet d’avocate et de notaire en 1983, dans le canton d’Uri. Elle suit ensuite  divers cours de formation et de perfectionnement en Suisse et aux États-Unis, notamment à l’Université de Georgetown et à la Harvard Business School,,,.

## Carrière
Doris Russi Schurter est avocate au sein de la société fiduciaire Fides et du cabinet d’audit bâlois KPMG Fides de 1983 à 1992. De 1993 à 2005, elle occupe plusieurs postes à responsabilité chez KPMG à Bâle et à Lucerne en qualité d’avocate et d’associée, notamment celui de responsable du site de KPMG Lucerne, de 1994 à 2005. De 2000 à 2004, elle est également  présidente de la Chambre de commerce de Suisse centrale (appelée aujourd’hui Chambre de commerce et d’industrie de Suisse centrale),. Depuis 2005, Doris Russi Schurter est avocate indépendante au sein du cabinet d’avocats Burger & Müller à Lucerne. Elle s’occupe du droit des affaires, conseille les particuliers en matière de planification successorale et fournit des services dans les domaines des trusts et du Family Office ainsi que du droit des fondations. Elle est membre de la Society of Trust and Estate Practitioners.
Elle est considérée par SRF comme « l'une des femmes économiques les plus influentes de Suisse ».

## Mandats
Doris Russi Schurter siège au sein de plusieurs conseils d’administration depuis 2001. Elle succède notamment, en 2018, à Pierin Vincenz au poste de présidente du conseil d’administration d’Helvetia Assurances,. Elle préside par ailleurs le conseil d’administration de la Banque cantonale de Lucerne. De plus, Doris Russi Schurter est membre du conseil d’administration de Swiss International Air Lines SA et présidente de l’Association des entreprises suisses en Allemagne (Vereinigung Schweizerischer Unternehmen in Deutschland VSUD). Elle a en outre fait partie du conseil d’administration de la société nationale Swissgrid et présidé les conseils d’administration de LZ Medien Holding et de Patria Société coopérative.
En sa qualité de membre du conseil de fondation de la Student Mentor Foundation Lucerne, Doris Russi Schurter s’engage à fournir des logements abordables aux étudiants. Doris Russi Schurter est fondatrice de l'Art Mentor Foundation Lucerne, une fondation dont le but est de soutenir, dans le monde entier, des projets institutionnels et professionnels dans les domaines des beaux-arts, de la musique et de la formation culturelle. En outre, elle préside l’association universitaire de l’Université de Lucerne durant onze ans jusqu’en mars 2018.

## Vie privée
Doris Russi Schurter est mariée à l’entrepreneur Hans-Rudolf Schurter, lui-même président du conseil d’administration de Schurter Holding AG. Ils ont un fils adulte.